# Aznar I. Galíndez
Aznar I. Galíndez war ein Amtsträger der Karolinger in der Spanischen Mark im frühen 9. Jahrhundert. Er ist der Stammvater der in der Grafschaft Aragón amtierenden Galíndez-Dynastie.
Die fränkischen Reichsannalen berichten, wie im Jahr 824 die Grafen Aeblus und Asinarius von Kaiser Ludwig dem Frommen an der Spitze baskischer Truppen nach Pamplona ausgesandt wurden, offenbar, um dort die Autorität des Frankenreichs zu stabilisieren. Beide gerieten dort jedoch in einen Hinterhalt der lokalen Bergbewohner, möglicherweise angeführt von Íñigo Arista, und wurden gefangen genommen. Während Aeblus als Gefangener zum Emir von Córdoba gesandt wurde, wurde Asinarius aufgrund seiner Verwandtschaft zu den Basken freigelassen, um an den Hof des Kaisers zurückkehren zu können.

Die Grafschaften der Spanischen Mark im 9. Jahrhundert.

Der also mit den Basken verwandte oder gar von ihnen abstammende Asinarius war aller Wahrscheinlichkeit nach mit dem im Codex de Roda genannten Graf von Aragón, Aznar I. Galíndez (Asnari Galindones), identisch. Offenbar hatte er als Gefolgsmann der Karolinger die Funktion eines Amtsgrafen im Tal des Río Aragón mit dem Hauptort Jaca ausgeübt. Diese Grafschaft stellte den westlichsten Amtsbezirk der spanischen Mark des Frankenreichs dar, direkt im Westen an die von den unabhängig gebliebenen Basken kontrollierte Region um Pamplona angrenzend, die sich dem Herrschaftsanspruch der Frankenkönige stets erfolgreich widersetzen konnten (siehe Schlacht von Roncesvalles). Zu einem nicht näher genannten Zeitpunkt war Aznar von seinem Schwiegersohn García Galíndez „dem Bösen“ aus Aragón vertrieben worden; sein Sohn Centulio war dabei ermordet worden.
Wie der Codex de Roda weiter berichtet, kehrte Aznar nach diesem Verrat an den fränkischen Königshof zurück und wurde etwas später als Graf in Cerdanya und Urgell eingesetzt. Die Glaubwürdigkeit dieser Angabe steht allerdings in Zweifel. Zum einen weil sie Karl den Großen als jenen König angibt, an dessen Hof Aznar zurückgekehrt sein soll, was aus chronologischen Gründen nicht korrekt sein kann. Zum anderen weil zwischen den Jahren 820 und 840 in den Grafschaften Cerdanya und Urgell der Graf Sunifred I. amtierte. Wann Aznar Galíndez gestorben war, ist unbekannt. Gelegentlich wird er als identisch mit dem Graf der Gascogne, Aznar, identifiziert, der 836 im Aufstand gegen den Unterkönig Pippin I. von Aquitanien einen grausamen Tod starb. Eine von ihm um das Jahr 835 aufgesetzte Urkunde aus der Abtei von Pessan weist diesen jedoch als Sohn eines Sancho aus.
Die Ehefrau von Aznar I. Galíndez war laut dem Codex de Roda eine Tochter des Königs García Íñiguez von Pamplona († 882), was aber aus chronologischen Gründen wohl einmal mehr eine Fehlinformation dieser Chronik darstellt. Offenbar wurde er hier mit seinem gleichnamigen Enkel verwechselt. Seine Kinder waren:
- Centulio Aznárez (vom Schwager ermordet).
- Galindo I. Aznárez, Graf von Aragón.
- Matrona Aznárez; ⚭ mit García Galíndez „dem Bösen“.
- Ailo Aznárez.

## Weblink
- CONDES de ARAGÓN 809-1035 bei fmg.ac.

| Personendaten    | Personendaten                        |
| ---------------- | ------------------------------------ |
| NAME             | Aznar I. Galíndez                    |
| KURZBESCHREIBUNG | Graf von Aragón, Cerdanya und Urgell |
| GEBURTSDATUM     | 8. Jahrhundert                       |
| STERBEDATUM      | unsicher: 836                        |